# Christian Vázquez
Christian Rafael Vázquez (Bayamón, Puerto Rico, 21 de agosto de 1990) es un beisbolista profesional puertorriqueño, que juega como Receptor para los Minnesota Twins en las Grandes Ligas de Béisbol (MLB). Batea y lanza a la derecha.
Anteriormente jugó para los Boston Red Sox y los Houston Astros.

## Carrera profesional

### Béisbol de ligas menores
Vázquez asistió a la academia y escuela secundaria de béisbol, de Puerto Rico, y fue seleccionado -por los Boston Red Sox- en la novena ronda del draft 2008, de la MLB. Su primer equipo profesional fue la liga de novatos Gulf Coast Red Sox, en 2008 y parte de 2009, donde se fue de 21-94 (.223) en 31 juegos. Durante 2009, también jugó en 21 ocasiones para los Lowell Spinners, de clase A, donde tuvo un promedio de .123.
Vázquez luego jugó dos campañas para la clase A de Greenville Drive. En 2010, bateó .263 con 3 jonrones y 32 carreras impulsadas (RBI) en 79 juegos. En 2011, bateó para un promedio de .283 con 18 cuadrangulares y 84 empujadas, en 105 juegos. En 2012, dejó números de .254 con 7 vuelacercas y 46 impulsadas, en un total de 101 juegos para los Medias Rojas de Salem (clase A avanzado) y los Sea Dogs de Portland, doble A, con un porcentaje de fildeo de .986 mientras retiraba el 40% de los intentos de robo de bases (49 de 122). En 2013, Vázquez estuvo en 96 juegos para el filial, doble A, Portland, y promedió .289 con 5 batazos para la calle y 48 carreras producidas; también estuvo en un solo juego para los Medias Rojas de Pawtucket, de triple A, y se fue de 3-0 en el plato.
En 2014, Vázquez tuvo una línea de bateo de .275/.331/.715 en sus primeros 62 juegos para el triple A, Pawtucket, y fue incluido en el equipo All-Star de la International League. Posteriormente fue incorporado al All-Star Futures Game, pero fue reemplazado en el roster debido a su ascenso a las ligas mayores el 9 de julio.

### Boston Red Sox

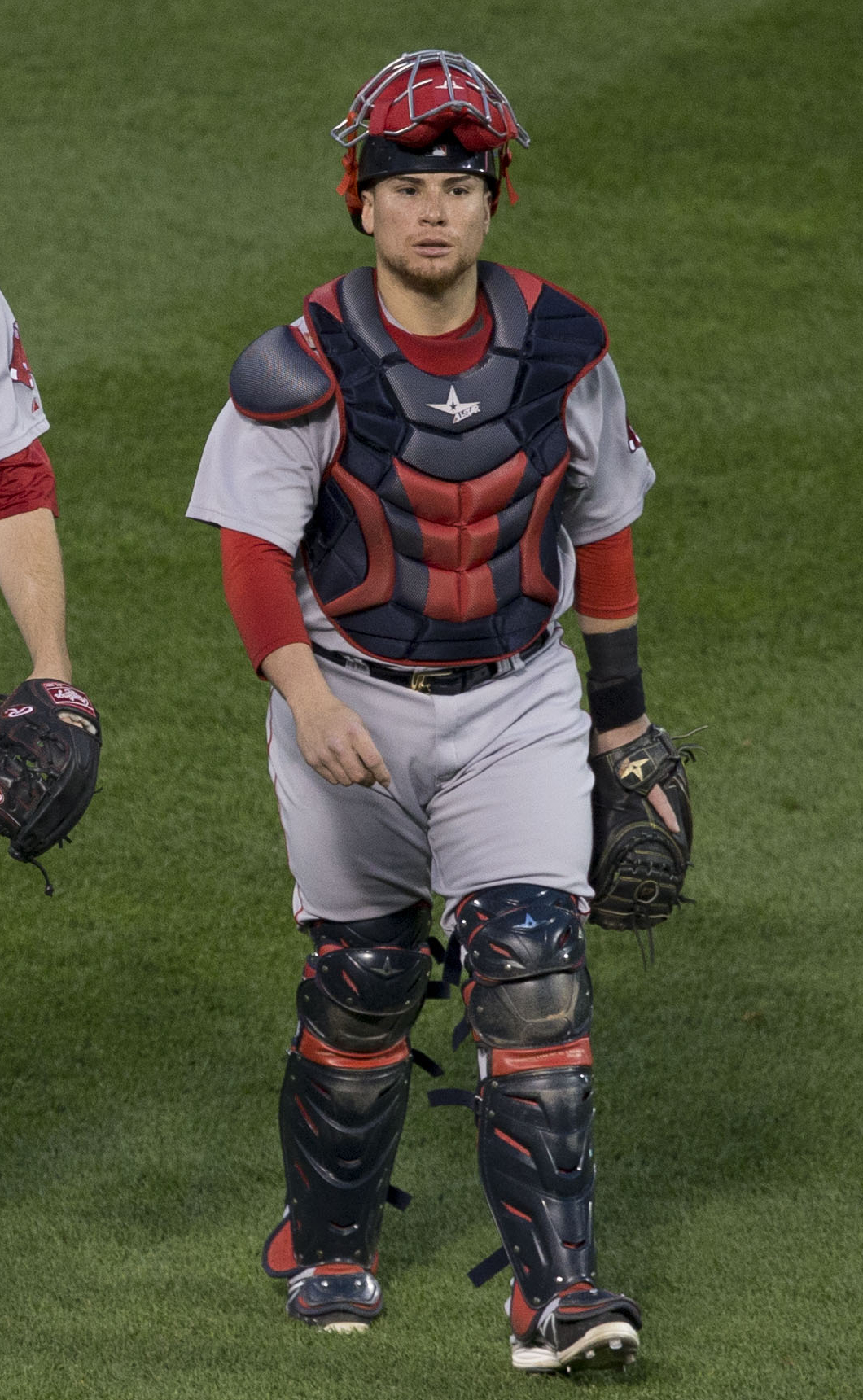
Vázquez, con la indumentaria de cácher, en 2014

#### 2014-2016
Vázquez debutó en Grandes Ligas el 9 de julio de 2014, al comenzar como cácher titular contra los Chicago White Sox; estuvo sin hits en los primeros tres turnos al bate, pero en la defensa puso out en el plato a Alejandro De Aza, quien intentó anotar desde la primera base con un doble de Tyler Flowers. Vázquez conectó el primer hit de su carrera el 11 de julio, frente a Scott Feldman, de los Houston Astros; Vázquez conectó 3 hits, empujó 3 carreras  y anotó otraas dos en el juego. Su primer cuadrangular llegó el 25 de septiembre, frente a Jeremy Hellickson,de los Tampa Bay Rays. En 55 juegos con los Medias Rojas de 2014, Vázquez dejó cifras ofensivas de .240 con 1 vuelacercas y 20 carreras impulsadas.
El 2 de abril de 2015, Vázquez fue sometido a una cirugía Tommy John y colocado en la lista de lesionados, de 60 días; pero perdió toda la campaña.
Vázquez dividió su tiempo entre Boston y Pawtucket durante 2016. Participó en 42 juegos de triple A, y bateó para .270 con 2 jonrones y 16 carreras impulsadas. Con los Boston Red Sox de 2016, Vázquez tuvo 57 apariciones y dejó cifras ofensivas de .227 con 1 cuadrangular y 12 empujadas.

#### 2017-2019
Durante la temporada regular del 2017, con Boston, Vázquez bateó .290 con 5 jonrones, 32 carreras impulsadas y 7 bases robadas. Participó en 99 juegos; 95 como receptor, 2 como bateador designado y 2 como tercera base. En un juego del 1° de agosto, en Fenway Park, Vázquez conectó un cuadrangular de tres carreras, en la novena entrada, para vencer a los Indios de Cleveland, 12-10, coronando una remontada en lo que algunos consideraron el mejor juego de la campaña. La Serie Divisional de la Liga Americana de 2017 fue la primera aparición en postemporada de Vázquez. Comenzó 2 de los 4 juegos de la serie, bateando 2 de 6 (.333), cuando los Medias Rojas cayeron ante los eventuales campeones de la Serie Mundial, los Astros de Houston.

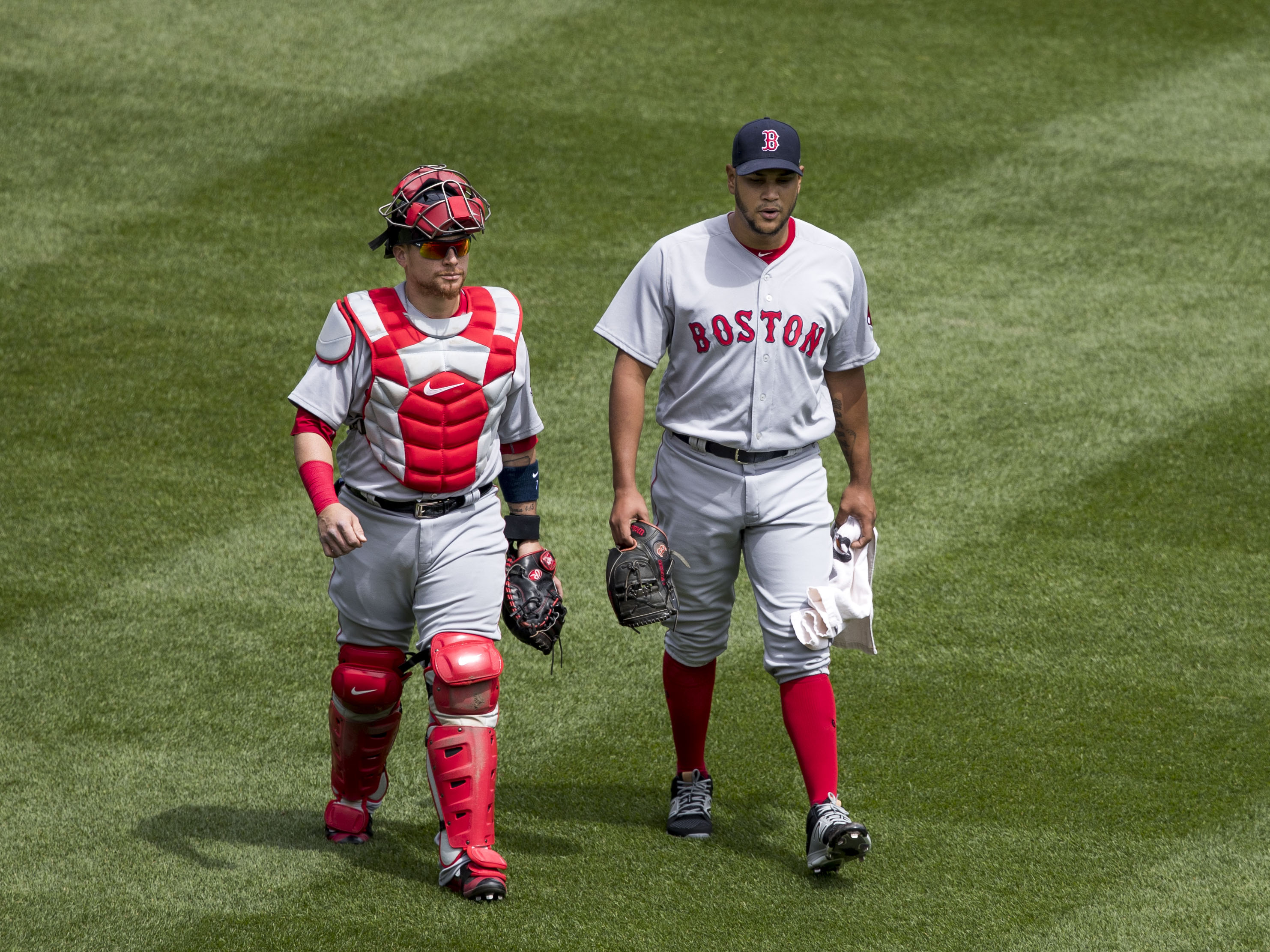
Junto al lanzador Eduardo Rodríguez, en un juego contra los Baltimore Orioles, el 23 de abril de 2017

Vázquez comenzó la temporada como receptor principal de los Medias Rojas, de 2018, respaldado por Sandy León. El 8 de julio fue incluido en la lista de lesionados debido a una fractura en el quinto dedo derecho. En ese momento, Vázquez estaba bateando .213 en la temporada, con 3 jonrones y 14 carreras impulsadas. El 10 de julio, se informó que su lesión requeriría cirugía para insertar un alfiler y que se perdería de seis a ocho semanas. Vázquez fue enviado a asignaciones de rehabilitación con el Portland, doble A, el 27 de agosto, y con el filial triple A, Pawtucket, el 28 de agosto. Fue activado el 1° de septiembre. En general para la campaña regular, apareció en 80 juegos, bateó .207 con 3 cuadrangulares y 16 empujadas. En la postemporada, Vázquez apareció en 12 juegos, con 8 de 37 en el plato (.216), cuando los Medias Rojas ganaron la Serie Mundial en 5 juegos sobre los Dodgers de Los Ángeles.
Vázquez inició el 2019 como uno de los dos cácher de Boston, junto con Blake Swihart, quien luego fue cambiado. El 21 de junio, Vázquez conectó un jonrón de dos carreras en el décimo para coronar una remontada contra los Azulejos de Toronto. Vázquez estuvo en 138 juegos, el máximo de su carrera, con un promedio de .276 66 anotadas, 26 dobles, 23 vuelacercas y 72 impulsadas. También fue finalista del Guante de Oro como receptor, al liderar en porcentaje de fildeo (.999) a todos los receptores de las mayores.

#### 2020-presente
Durante la recortada temporada 2020,  Vázquez fue el cácher principal de Boston y bateó .283 con 7 jonrones y 23 carreras impulsadas en 47 juegos. Sólo permitió que los corredores le robaran 21 bases (el mejor registro de Grandes Ligas) frustró 9 intentos de robo y sólo se dieron 16 wild pitches mientras él cubría la receptoría.
Repitió como el receptor principal del equipo en 2021. En 138 juegos durante la zafra regular, promedió .258 con 6 cuadrangulares y 49 carreras impulsadas. También estuvo en 11 juegos de postemporada, y se fue de 9 de 32 (.281), incluido un batazo para la calle en la entrada 13 en el tercer juego de la Serie Divisional contra Tampa Bay Rays. El 7 de noviembre, el equipo ejerció su opción sobre Vázquez para 2022. En agosto de 2022, fue cambiado a los Houston Astros a cambio al antesalista dominicano Enmanuel Valdez y al jardinero venezolano Wilyer Abreu.
Se declaró agente libre después de la temporada 2022 y el 12 de diciembre firmó un contrato de tres años con los Minnesota Twins por 30 millones de dólares. Comparte la posición con Ryan Jeffers, dejando a Gary Sánchez como bateador designado a tiempo completo.

## Vida personal
- Vázquez atribuye su desarrollo como receptor en parte a los hermanos Molina (Yadier, José y Bengie), quienes han jugado en las Grandes Ligas de Béisbol.

- Vázquez y su esposa, Gabriela, se casaron en 2018.[23]